# Merkurij (Ivanov)
Merkurij (světským jménem: Igor Vladimirovič Ivanov; * 21. ledna 1964 Porchov) je ruský duchovní Ruské pravoslavné církve, arcibiskup a metropolita rostovský a novočerkasský.

## Život
Narodil se 21. ledna 1964 v Porchově.
Roku 1981 dokončil střední školu a poté rok sloužil jako zdravotní bratr v místní nemocnici. Roku 1982 nastoupil na Leningradský pediatrický medicínský institut. Roku 1989 získal diplom lékaře pediatra.
Byl hypodiákonem pskovských biskupů.
Dne 12. března 1988 byl postřižen na monacha a přijal mnišské jméno Merkurij na počest svatého velikomučedníka Merkuria.
Dne 15. ledna 1989 byl arcibiskupem smolenským a kaliningradským Kirillem (Gunďajevem) rukopoložen na hierodiakona a 6. srpna na jeromonacha. Stal se duchovním chrámu svatého Mikuláše v Kaliningradu.
Dne 3. dubna 1990 byl ustanoven představeným chrámu Kazaňské ikony Matky Boží v sídle Jantarnyj. Dne 13. ledna 1991 se stal představeným chrámů svatého Serafima Sarovského ve Svetlogorsku. Dále působil jako představený chrámu Narození přesvaté Bohorodice v Kaliningradu či chrámu Krista Spasitele v Kaliningradu.
Dne 17. listopadu 1992 byl povýšen na igumena.
Studoval dálkově na Petrohradském duchovním semináři a akademii.
Dne 28. prosince 1999 jej Svatý synod zvolil biskupem zarajským, vikářem moskevské eparchie a správcem Patriarchálních farností v USA.
Dne 9. ledna 2000 byl povýšen na archimandritu. Dne 5. února byl oficiálně jmenován biskupem a o den později proběhla v chrámu Zjevení Páně v Moskvě jeho biskupská chirotonie. Světiteli byli patriarcha moskevský Alexij II., metropolita minský a slucký Filaret (Vachromejev), metropolita krutický a kolomenský Juvenalij (Pojarkov), metropolita smolenský a kaliningradský Kirill (Gunďajev), metropolita solněčnogorský Sergij (Fomin), metropolita volokolamský a jurjevský Pitirim (Něčajev), arcibiskup pskovský a velikolukský Jevsevij (Savvin), biskup tverský a kašinský Viktor (Olijnyk), biskup bronnický Tichon (Jemeljanov), biskup baltijský Panteleimon (Kutovoj), biskup orechovo-zujevský Alexij (Frolov) a biskup krasnogorský Sava (Volkov).
Dne 31. března 2009 byl osvobozen od funkce správce patriarchálních farností a ustanoven předsedou Synodního oddělení náboženského vzdělávání a katecheze.
V dubnu 2009 byl jmenován představeným patriarchálního podvorje chrámů Vysoko-Petrovského monastýru.
Dne 10. října 2009 se stal představeným Vysoko-Petrovského monastýru.
Od prosince 2010 do července 2011 spravoval chrámy Severního okruhu Moskvy.
V letech 2011–2020 byl členem Vyšší církevní rady Ruské pravoslavné církve.
V dubnu 2011 se stal představeným chrámů Vzkříšení slova na Vagaňkovském hřbitově.
Dne 27. července 2011 jej Svatý synod jmenoval biskupem rostovským a novočerkasským a 6. října 2011 hlavou nové donské metropole. Současně se stal rektorem Donského duchovního semináře.
Dne 8. října 2011 byl povýšen na metropolitu.
Dne 26. července 2012 byl osvobozen od funkce představeného Vysoko-Petrovského monastýru a 29. května 2013 od funkce rektora.
Dne 17. července 2013 byl jmenován představeným chrámu Zesnutí přesvaté Bohorodice ve Vešňakách (Moskva).
Dne 31. prosince 2018 by osvobozen od funkce představeného chrámu ve Vešňakách a ustanoven představeným chrámu Proměnění Páně v Tušině (Moskva).
Dne 9. července 2019 byl potvrzen ve funkci archimandrity Donského Staročerkasského monastýru.
Dne 25. srpna 2020 byl osvobozen od funkce předsedy Synodního oddělení a jmenován generálním ředitelem uměleckého a výrobního podniku "Sofrino".
Dne 3. září 2020 byl osvobozen od funkce představeného chrámu Proměnění Páně a 17. června 2021 od funkce generálního ředitele.